# طفل الكرنفال (فلم رسوم متحركة)
طفل الكرنفال (The Karnival Kid) هو فيلم رسوم متحركة أميركي قصير لميكي ماوس صدر عام 1929 وأصدرته شركة Celebrity Productions ، كجزء من سلسلة أفلام ميكي ماوس . تم إخراج الفيلم بواسطة والت ديزني وتم تحريكه بواسطة أب إيوركس مع موسيقى بواسطة كارل ستالينغ .  كان هذا هو الفيلم القصير التاسع لميكي ماوس الذي تم إنتاجه؛ والسادس في ذلك العام. 
إنه الفيلم التاسع في سلسلة أفلام ميكي ماوس ، والأول الذي يتحدث فيه ميكي،  على الرغم من أن صوته أعمق بشكل ملحوظ من صوته في أفلام الرسوم المتحركة اللاحقة. خلال ظهوره في الأفلام السابقة، قام ميكي بالبكاء والضحك والصفير، وعبّر عن نفسه بصوت عالٍ. أول سطر منطوق لميكي هو "هوت دوج! هوت دوج!"، الصوت تم توفيره بواسطة الملحن كارل ستالينغ بدلاً من والت ديزني . وقد شكّل هذا في وقت لاحق الأساس لشعار ميكي اللاحق "هوت دوج!"
وتظهر أيضًا ثلاث شخصيات أخرى متكررة في السلسلة. الأولى هي كوكبة في ظهور قصير. الثاني هي بائعة هوى كرنفالية - "رائدة مباشرة، في كل من المظهر والسلوك، لشخصية القصص المصورة اللاحقة كات نيب ".  والثالثة هي اهتمام ميكي المتكرر بمحبوبته ميني ماوس.

## حبكة
ينقسم الفيلم إلى قسمين. يظهر في القسم الأول ميكي وهو يبيع الهوت دوج في الكرنفال. القسم الثاني من الأحداث يقع في وقت لاحق من نفس الليلة ويظهر فيه ميكي برفقة قطتين في عزف لحن موسيقي على ضوء القمر.
يبدأ الفيلم القصير بمشهد كرنفال صاخب. بعد بعض المشاهد المضحكة الأولية، يركز الحدث بسرعة على كات نيب، وهي بائعة هوى في الكرنفال تعمل على إغراء حشد من الناس لرؤية ميني، "راقصة الشيمي". يقف ميكي في مكان قريب، يبيع الهوت دوج ويستفز نيب. يدخل نيب في نزاع مع ميكي لفترة وجيزة بسبب عملية احتيال تتعلق بدمية راقصة. وبينما يشاهد الجمهور الرقص خارج الشاشة، ينادي ميكي "هوت دوج! هوت دوج!"، وهو أول سطر ينطقه. ومع ذلك، سرعان ما تلاحظ ميني ميكي وتدعوه لطلب وجبة هوت دوج. تخرج عملة معدنية من جوربها للدفع، لكن ميكي، الذي من الواضح أنه منجذب إليها، يرفض قبول العملة المعدنية ويعطيها لها مجانًا. عندما تعض الهوت دوج، فإنه يصرخ ويهرب. يمسكه ميكي ويصفعه، ويختتم الجزء الأول. يأتي الكثير من الفكاهة في هذا الجزء من التفاعل بين ميكي والهوت دوج التي يطهوها، حيث تميل نقانق الهوت دوج إلى التصرف مثل الكلاب الحقيقية في علاقته بمدربها.
في الجزء الثاني، يحاول ميكي جذب انتباه ميني من خلال العزف على أغنية على الجيتار، وينضم إليه اثنان من قطط الزقاق. يسعد الصوت ميني ولكنه يوقظ كات نيب الغاضبة، التي كانت تستريح في مقطورة قريبة. تبدأ نيب بإلقاء الأشياء على الثلاثة المزعجين في محاولة لإسكاتهم. تنتهي القصة عندما يتعرض ميكي لضربة بسرير كامل ويصاب بالدوار.
.

## إنتاج

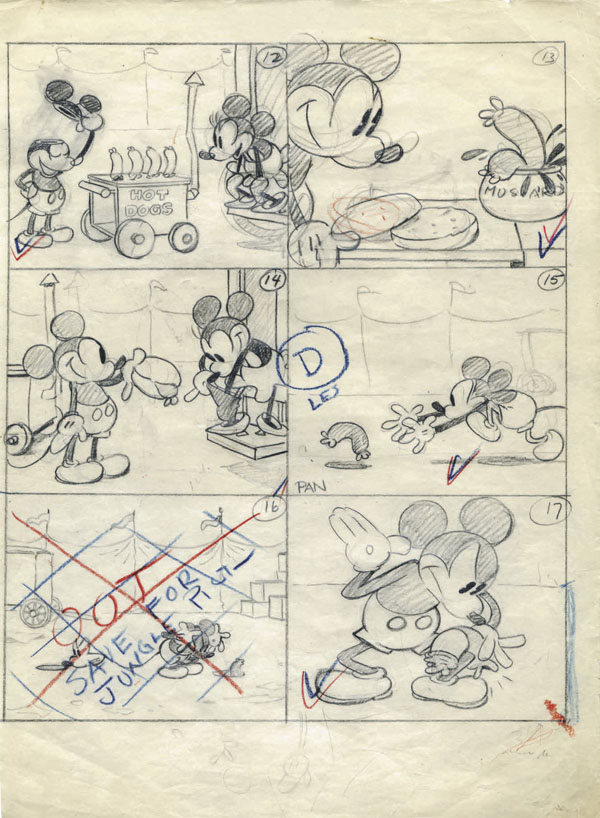
لوحة قصة الفيلم من رسم أب أيوركس

كان هذا أول رسم كاريكاتوري يتحدث فيه ميكي باللغة الإنجليزية. كان والت ديزني سعيدًا بالتقدم، لكن بات باورز من شركة Celebrity Pictures لم يكن كذلك، لأنه كان قلقًا من أن تحدث ميكي باللغة الإنجليزية قد يؤثر على مبيعات الرسوم المتحركة في الخارج. 
في كتابه "أفلام ميكي: الأفلام المسرحية لميكي ماوس "، يلاحظ جيس جروب: "يُظهِر فيلم طفل الكرنفال أن إتقان مزامنة الشفاه كان أكثر صعوبة من إتقان مزامنة الصوت نفسه. كان تحريك الفم لتشكيل المقاطع إنجازًا جديدًا تمامًا، وفي البداية كان يتم ذلك حرفيًا للغاية. أدى هذا إلى ظهور تعابير وجه محرجة في بعض الأحيان، وخاصة وجه ميكي الذي تشوه إلى عدد كبير من إيماءات الفم. ستصبح المشكلة أسوأ في الرسوم المتحركة التالية لميكي، Mickey's Follies ". 

## الإرث والتأثير

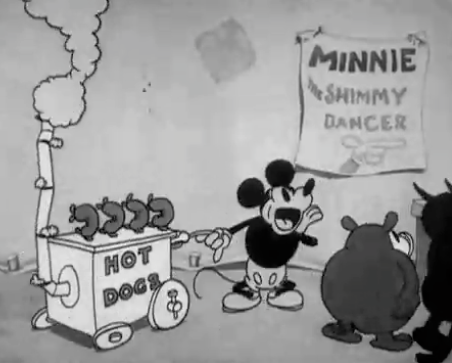
ميكي ماوس وهو يصيح: هوت دوج! هوت دوج! (أول كلمة منطوقة لميكي)

ألهمت كلمات ميكي الأولى لاحقًا أغنية "هوت دوج" من برنامج نادي ميكي ماوس .
المشهد الذي يرفع فيه ميكي أذنيه لميني قد ألهم كاتب القصص والسيناريوهات روي ويليامز لابتكار قبعة أذني ميكي ماوس. 

## طاقم صوتي
- ميكي ماوس: كارل ستالينغ
- ميني ماوس: والت ديزني
- باركر: والت ديزني
- القطط المغنية: كارل ستالينغ

## استقبال
" ذا فيلم دايلي (1 سبتمبر 1929): "جيد جدًا: يؤدي ميكي ماوس دوره في الرسوم المتحركة كبائع هوت دوج في ساحة السيرك. تنبض الهوت دوج بالحياة ويحصل الرسام الكاريكاتوري على سلسلة من النكات الذكية والمضحكة التي ستجعل أي شخص يضحك. وينتهي الأمر بأغنية قصيرة من قطتين تساعدان ميكي على الفوز بفتاته. ذكي، بالطريقة التي أصبحت بها هذه السلسلة عادة ثابتة تمامًا." 